# 17 novembre 1937
Le mercredi 17 novembre 1937 est le 321e jour de l'année 1937.

## Naissances
- Albert Valtin (mort le 18 février 2015), joueur de basket-ball soviétique
- Jean-Louis Jamboué, joueur de football français
- Peter Cook (mort le 9 janvier 1995), acteur britannique

## Décès
- Désiré Delansorne (né le 16 février 1862), cycliste français

## Événements
- Création de la municipalité de Malita aux Philippines